# اختلال نعوظ
اختلال نُعوظ (به انگلیسی: erectile dysfunction، ED) گونه‌ای ناکارآمدی جنسی در مردان است که در آن آلت مردی قادر نیست به وضعیت نعوظ برسد یا در آن حالت باقی بماند؛ بنابراین فرد نمی‌تواند عملکرد رضایت‌بخشی در رابطه جنسی داشته باشد.

## علت
اختلال نعوظ، ممکن است که دلیل جسمی یا روانی داشته باشد. اعتیاد به الکل (الکلیسم)، بیماری‌های دستگاه درون‌ریز و اختلال‌های عصبی از دلایل جسمی معمول هستند. اضطراب در آمیزش، خصومت یا احساس‌های منفی نسبت به شریک جنسی و همچنین افسردگی، نگرانی‌ها، اضطراب‌ها و درگیری‌های احساسی خارج از رابطه می‌توانند از دلایل روانی اختلال نعوظ باشند.
اختلال نعوظ همچنین می‌تواند در اثر بالا رفتن سن رخ دهد. ممکن است با بالا رفتن سن و اختلال در گردش خون، خون به میزان کافی به آلت نرسد یا در بافت‌های مجاور پخش شود.
از دیگر عوامل اختلال در نعوظ می‌توان به موارد زیر اشاره کرد:
- دیابت
- افزایش فشار خون
- سختی سرخرگ یا آترواسکلروز
- استرس، اضطراب و افسردگی
- تعدادی از داروها مانند داروهای ضد افسردگی، ضد درد و فشار خون
- سیگار و سوءمصرف مواد مخدر
- مشکلات خانوادگی
- خستگی یکی از عوامل مهم در این زمینه می‌باشد.
- آسیب‌های مغز و نخاع
- کاهش هورمون مردانه تستوسترون
- بیماری ام‌اس یا مولتیپل اسکلروز
- بیماری پارکینسون
- رادیوتراپی بیضه‌ها
- سکته مغزی
- پتوز کلیه
- برخی از جراحی‌های پروستات یا مثانه[۱۱]

## درمان
در صورتی که اختلال نعوظ به علت‌های روانی رخ داده باشد ممکن است روان‌درمانی، مشاوره زناشویی یا سکس‌درمانی مفید واقع شود و اگر علت‌های صرفاً جسمی موجب اختلال در نعوظ شده باشند می‌توان از تزریق، جراحی آلت یا درمان دارویی با قرص سیلدنافیل استفاده کرد. این دارو، اثر نیتریک اکسید را افزایش داده و موجب نعوظ می‌شوند. نیتریک اکسید در هنگام تحریک جنسی ترشح می‌شود و رگ‌های آلت را باز می‌کند تا خون بیشتری در آن‌ها جریان یابد. البته این قرص‌ها تنها در ۷۰٪ موارد اثرگذار هستند.

## پژوهش‌ها
نتایج پژوهش‌های دانشمندان آمریکایی و برزیلی که در ژورنال پزشکی جنسی منتشر شد نشان داد که سم عنکبوت سرگردان برزیلی می‌تواند به درمان اختلال نعوظ ناشی از افزایش سن کمک کند. این درمان به‌ویژه می‌تواند برای آن دسته از مردانی که داروهایی مانند سیلدنافیل بر آن‌ها تأثیری ندارد (۳۰٪ مردان) مفید باشد.